# Operació Moonshot
L'Operació Moonshot és un programa del govern del Regne Unit per introduir proves massives el mateix dia per a COVID-19 a Anglaterra com una forma de permetre que es facin grans reunions de persones en aquest país mantenint el control sobre el virus. Segons el British Medical Journal, el programa té com a objectiu oferir 10 milions de proves diàries el 2021.
El programa ha suscitat preocupació pel seu cost esperat: 100.000 milions de lliures segons un document governamental filtrat, que suposa aproximadament tres quartes parts del cost anual total del NHS Anglaterra. Els estadístics han advertit, a més, que, ateses les inexactituds inherents a qualsevol prova, les proves massives a aquesta escala poden causar centenars de milers de falsos positius al dia, cosa que provoca que un gran nombre de persones estiguin infectades quan no ho són.
El 22 d'octubre de 2020, es va informar que el projecte havia estat "inclòs" en el programa NHS Test and Trace dirigit per Dido Harding. A l'abril de 2021, el Regne Unit continua posant especial èmfasi en el cribratge massiu mitjançant proves de flux lateral, disponibles com a kits a casa.

## Descripció
La prova que es proposava per al programa es va basar en el desenvolupament de nova tecnologia per a mostres de saliva o mostres d'hisop per donar una lectura positiva o negativa en qüestió de minuts, en lloc de requerir anàlisis en un laboratori, un procés que pot trigar diversos dies. D'aquesta manera, els mitjans de comunicació, inclòs el Sheffield Telegraph, descriuen que són similars a una prova d'embaràs. En fer disponible una prova d'aquest tipus, es preveu negar la necessitat que les persones viatgin a un centre de proves, cosa que pot requerir un llarg viatge. En el moment del llançament, l'única tecnologia mundial provada per a les proves del COVID-19 en aquell moment es basava en la PCR.

## Estructura
L'operació va pertànyer a la resposta del Departament de Salut i Atenció Social (DHSC) del Regne Unit a COVID-19. Inicialment, era un programa governamental separat, però finalment es va incloure dins del programa nacional de NH&T T&T. Dins de l'operació, es van establir diversos equips semi-independents a ritme per desenvolupar i avaluar tecnologies COVID-19 que en aquell moment eren essencialment experimentals i no demostrades.
L'objectiu de cada equip era establir i desenvolupar una forma única de proves COVID-19. Tots els equips tenien un lideratge acadèmic i es van centrar en el desenvolupament d'una única tecnologia directa LAMP, LAMPore, espectometria de masses, RNA LAMP, PCR de punt d'atenció, proves de flux lateral del lector de màquina i proves de flux lateral no basades en màquina o proves ràpides.
Els plans de triatge i avaluació de tecnologia basada en màquines van ser dirigits pel grup TVG (grup de validació tècnica) del govern del Regne Unit i tecnologia no basada en màquines pel grup COVID-19 Oversight amb aportacions de Public Health England, National Health Service, acadèmics / científics i assessors. DHSC.
El desenvolupament de LAMP va ser dirigit pel professor Keith Godfrey de la Universitat de Southampton.
Oxford Nanopore va desenvolupar una tecnologia anomenada LAMPore. S'han contractat per lliurar milions de proves basades en un nou mètode de prova anomenat Transcriptase Loop Amplification (LAMP) que està en fase de desenvolupament; s'espera que aquestes proves puguin obtenir un resultat en menys d'una hora. El govern també ha pagat 323 milions de lliures esterlines per 90 milions de kits de proves de saliva de 20 minuts, productes químics i 600 màquines "Genie HT" fabricades per OptiGene, una empresa amb seu a Horsham, Sussex.

## Història
El projecte va ser anunciat en una reunió informativa de Downing Street per Boris Johnson, primer ministre britànic, el 9 de setembre de 2020. Johnson va suggerir que les proves massives serien una manera de permetre que els espais esportius i d'entreteniment tornessin a obrir de nou després del seu tancament al començament de la pandèmia, i per la possibilitat de reunir-se a les festes de Nadal.
Fins aquell moment, els científics havien utilitzat proves per identificar persones que donaven un resultat positiu pel virus, però Johnson va esbossar el que va descriure com "l'enfocament" Moonshot "", una prova que demostraria a les persones negatives i que no presenten un potencial un risc per als altres, donant-los així un "passi de llibertat" per assistir a esdeveniments i reunir-se amb altres persones "de manera precovida". No obstant això, en aquell moment no estava clar quin tipus de proves es podrien utilitzar per fer proves massives, tot i que estava clar que podia implicar la detecció d'antígens virals mitjançant flux lateral o la isotèrmia mediada per bucle de transcripció inversa.
El 18 d'agost, a petició dels ministres del Departament de Salut i Atenció Social del Regne Unit, es va sol·licitar al Departament de Salut Pública d'Anglaterra a Porton Down i a la Universitat d'Oxford que desenvolupessin les investigacions i avaluacions clíniques estructura necessària per identificar els dispositius de flux lateral més prometedors amb les millors prestacions.